# Saint-Genès-Champespe
Saint-Genès-Champespe – miejscowość i gmina we Francji, w regionie Owernia-Rodan-Alpy, w departamencie Puy-de-Dôme. Nazwa miejscowości pochodzi od imienia św. Genezjusza.
Według danych na rok 1990 gminę zamieszkiwało 317 osób, a gęstość zaludnienia wynosiła 10 osób/km² (wśród 1310 gmin Owernii Saint-Genès-Champespe plasuje się na 539. miejscu pod względem liczby ludności, natomiast pod względem powierzchni na miejscu 190.).